# Seebad Haltern am See

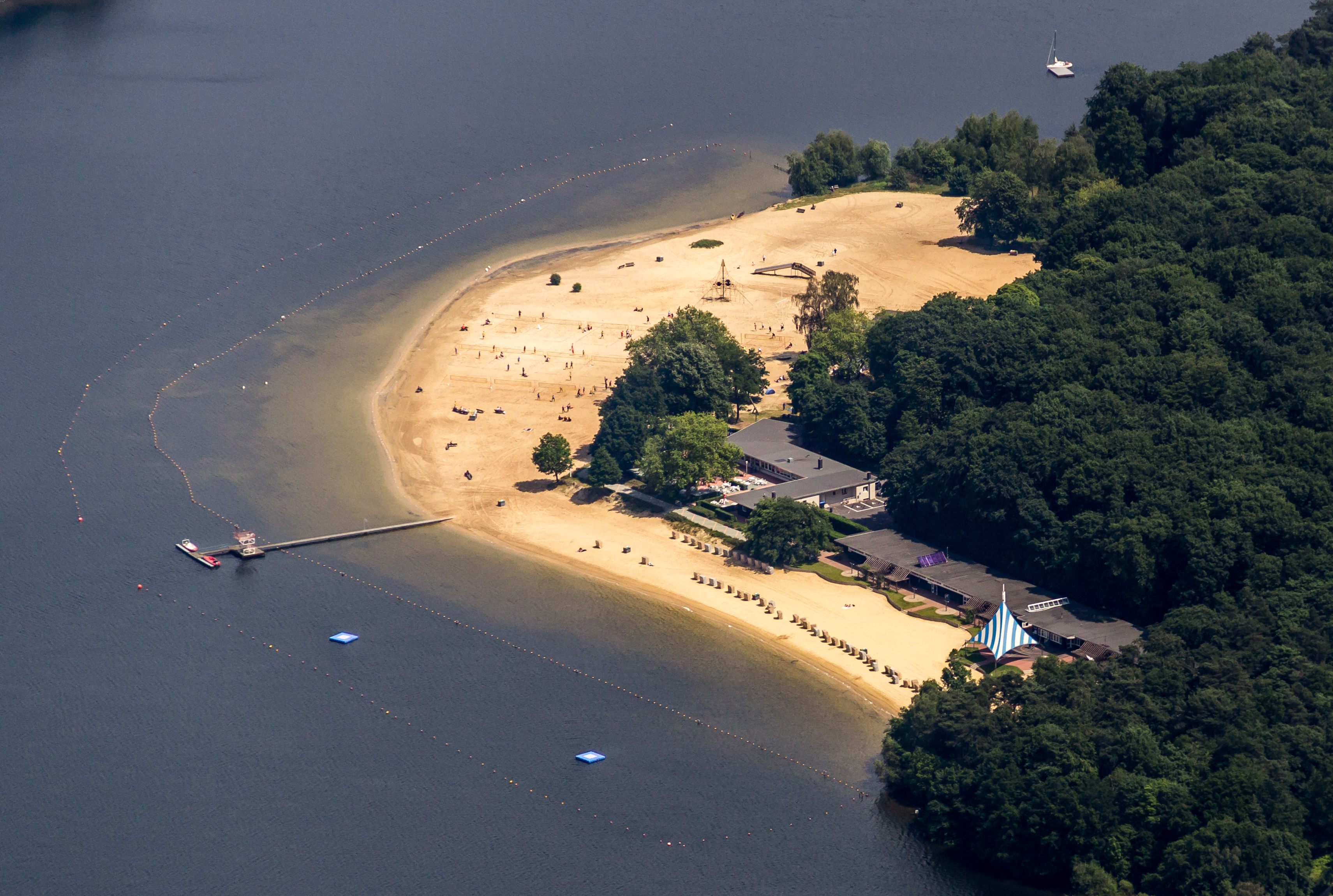
Seebad (Luftbild, 2014)

Teilbereich des Bades

Das Seebad Haltern, auch Seebad Haltern am See, ist eine öffentliche Badeanstalt, welche 1930 an einem Teilbereich des Ufers des Halterner Stausees gegründet wurde.
Heute ist das Seebad Haltern eine Gemeinschaftseinrichtung der Stadt Haltern am See, des Regionalverbandes Ruhr, des Kreises Recklinghausen und der Gelsenwasser AG unter der Firmierung Seegesellschaft Haltern mbH.
Das Seebad Haltern verfügt über einen etwa 800 Meter langen Natursandstrand mit einer Fläche von etwa 10.000 m². Der vom Rest des Sees durch Bojen und Leinen abgetrennte Badebereich umfasst eine Fläche von 20.000 m² und wird durch weitere Bojen in einen Schwimmer- und einen Nichtschwimmerbereich unterteilt.
Jedes Jahr finden im Seebad Haltern die Halterner Seetage statt.

## Geschichte
- Am 11. April 1930 wurde die Seegesellschaft Haltern mbH mit dem Hauptziel des Baus und der Inbetriebnahme des Seebades gegründet.
- Am 29. April 1930 wurde die Halterner Gruppe der Deutschen Lebens-Rettungs-Gesellschaft gegründet, die auch heute noch für die Überwachung und den Rettungsdienst am Halterner Stausee zuständig ist.

Die Seegesellschaft Haltern mbH ist heute im Gegensatz zu vergangenen Zuständigkeiten im Bereich des Halterner Stausees nur noch für den Betrieb des Seebades und die Verpachtung der Gartengaststätte Seeterrassen zuständig.